# Colletes californicus
Colletes californicus là một loài Hymenoptera trong họ Colletidae. Loài này được Provancher mô tả khoa học năm 1895.